# Bildgattung
Unter Bildgattung (von griechisch génos, lateinisch genus: Art, Beschaffenheit, Gattung, Geschlecht, Klasse)  versteht man in der bildenden Kunst die Einteilung beziehungsweise Kategorisierung von Bildern nach thematisch-inhaltlichen Gegebenheiten in Hauptgruppen. Der Begriff bezieht sich vor allem auf die Malerei, lässt sich aber auch auf Druckgrafik, Fotografie und Zeichnung anwenden. Zu den klassischen Bildgattungen zählen Genre, Historie, Landschaft, Porträt (Bildnis) und Stillleben. Darüber hinaus bilden unter anderem Abstraktes Bild, Akt, Allegorie, Architektur, Interieur, Mythologie und Religiöses Bild weitere wichtige Gattungen. Wenig sinnvoll ist die Verwendung des Begriffes Genre statt Bildgattung, da der Begriff Genre im Bereich der bildenden Kunst und Kunstwissenschaft eine spezielle Bildgattung bezeichnet, die das Alltagsleben darstellt.

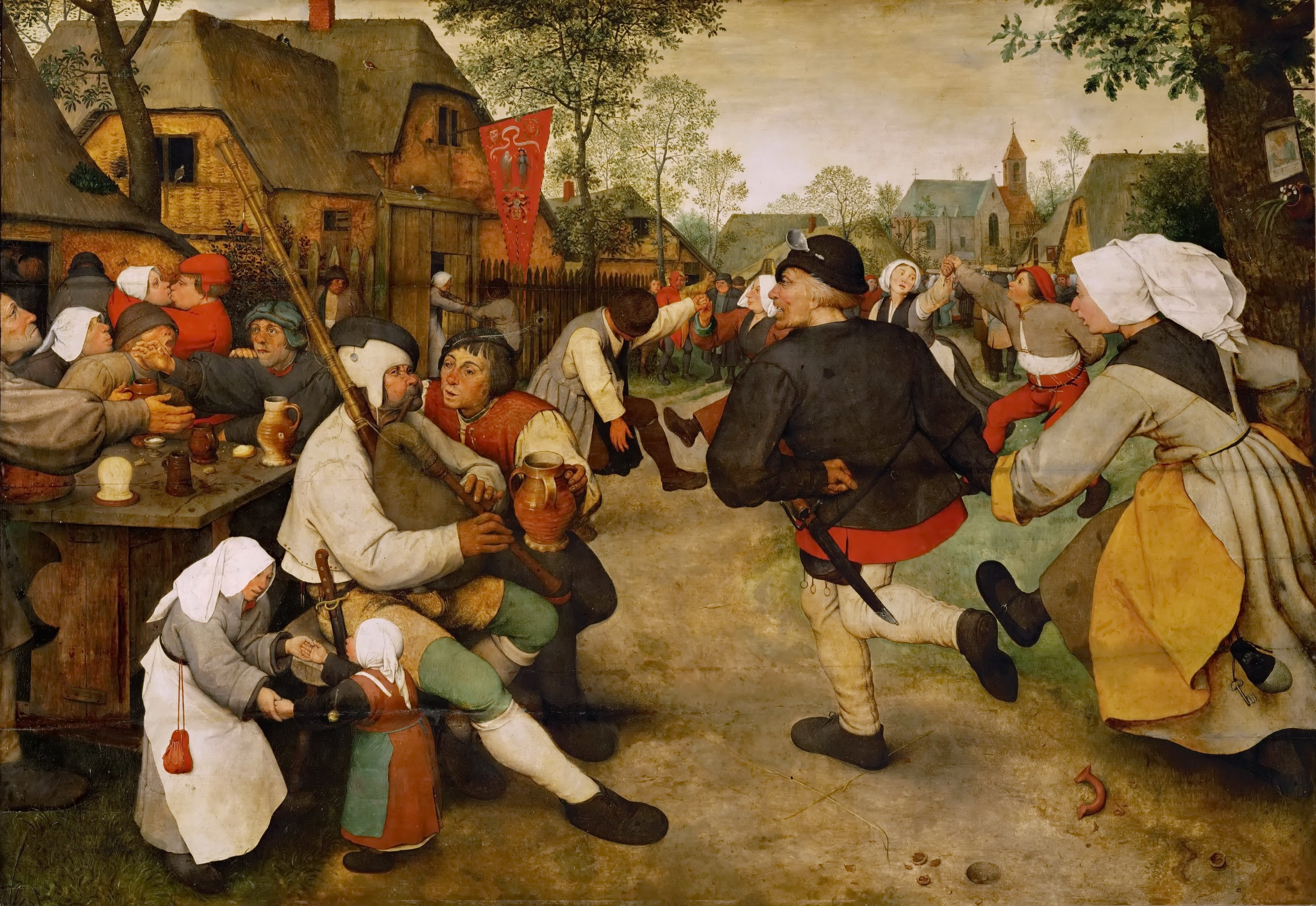
Genre. Pieter Bruegel d. Ä.: Bauerntanz, etwa 1568.
Historie. Francisco de Goya: Der 3. Mai 1808. Die Erschießung der Aufständischen, 1814.
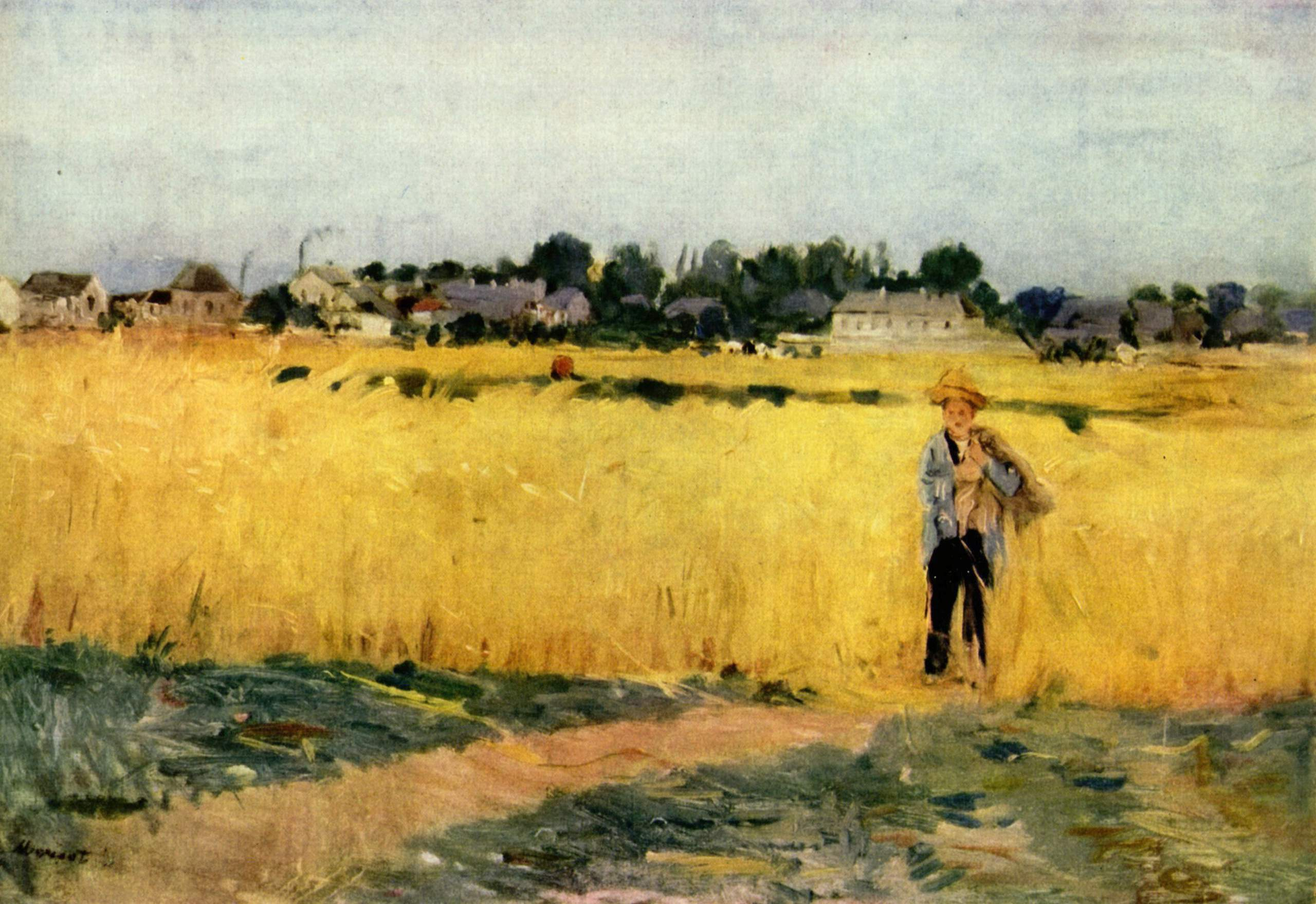
Landschaft. Berthe Morisot: Kornfeld, 1875.
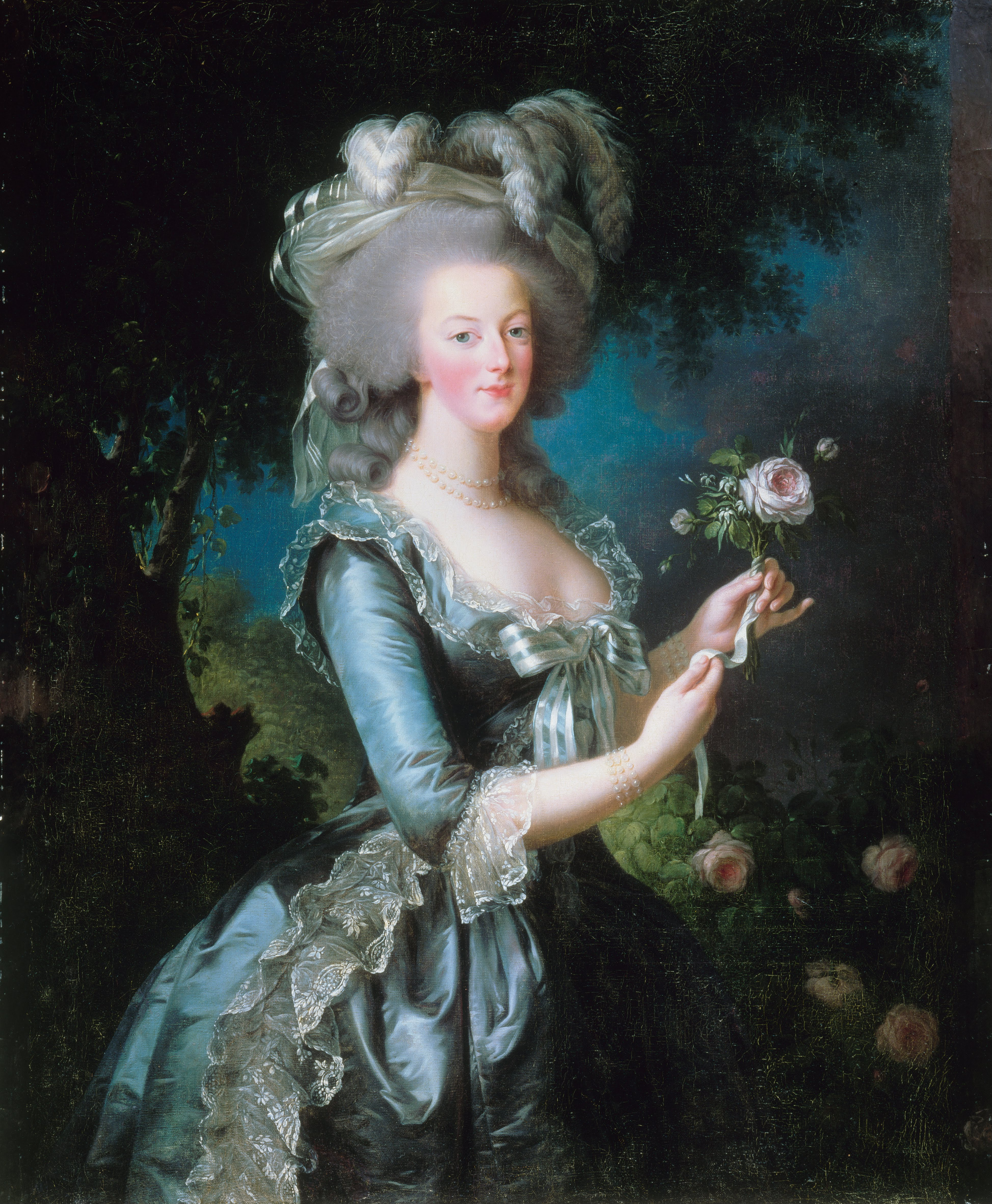
Porträt. Louise Elisabeth Vigée-Lebrun: Marie-Antoinette mit einer Rose, 1783.
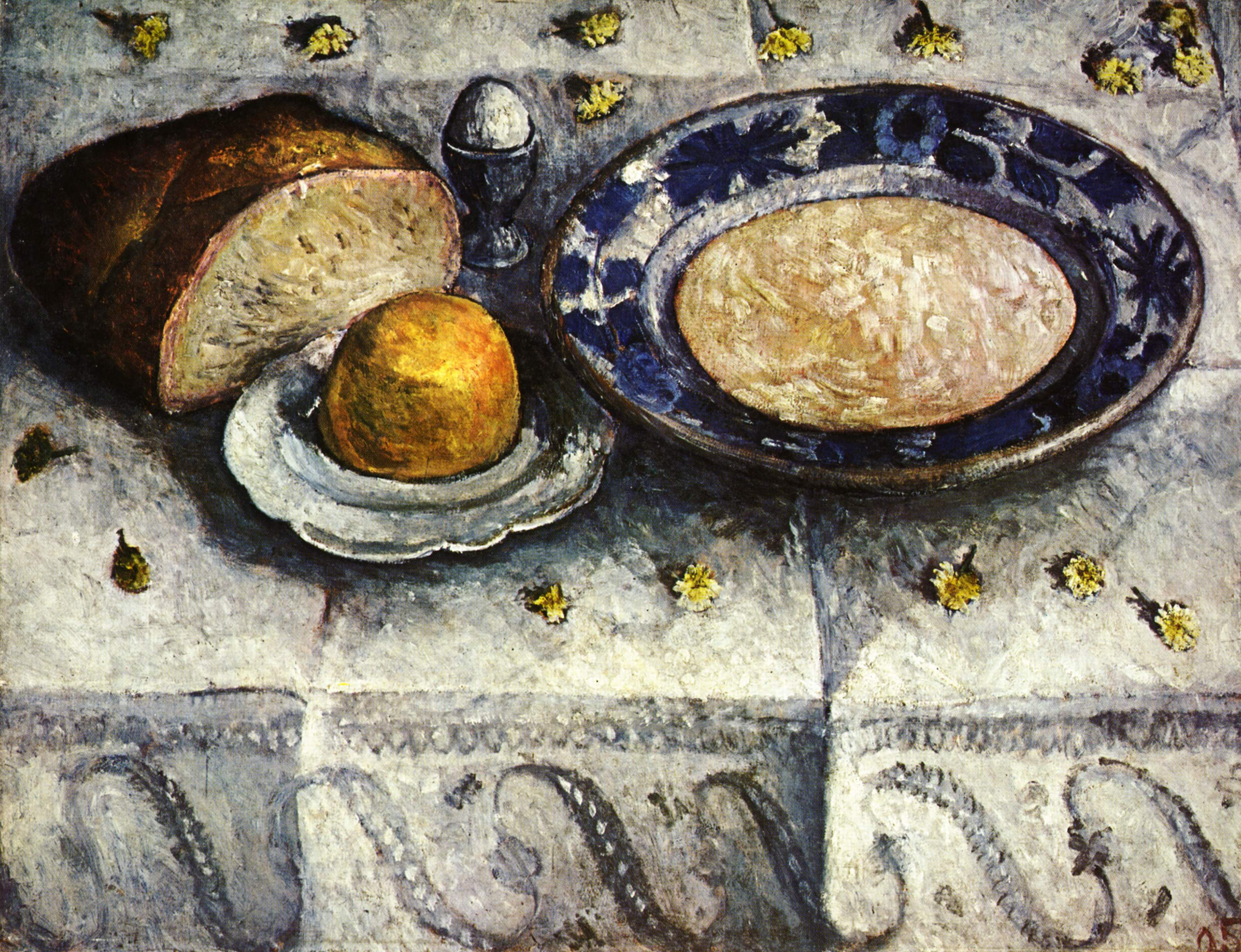
Stillleben. Paula Modersohn-Becker: Frühstückstisch, 1905.

## Untergattungen
Zu den Haupt-Bildgattungen gibt es jeweils mehrere Untergattungen. So sind zum Beispiel Blumen-, Früchte-, Geräte-, Vanitas-Stillleben, sowie Jagdstück oder Küchenstück untergeordnete Kategorien des Stilllebens. Dabei werden Haupt- und Untergattungen häufig nicht eindeutig unterschieden, das heißt Haupt-Gattungen werden als Untergattung genannt und umgekehrt. So kann die Mythologie der Historie oder das Interieur der Architektur untergeordnet sein. Oder das Tierbild wird als eigene Hauptgattung aufgeführt, kann aber auch als Untergattung des Porträts angesehen werden.

## Probleme
Eine starre Einordnung in bestimmte Bildgattungen birgt die Gefahr, dass Nuancen und wichtige Details übersehen werden, wodurch ein einseitiges oder sogar falsches Verständnis des Kunstwerks entstehen kann. Auf der anderen Seite kann bei der riesigen Fülle an Motiven eine klare Klassifikation eine bessere Orientierung und Übersichtlichkeit schaffen, das Verständnis erleichtern und bei der Systematisierung und der Aufarbeitung bestimmter Entwicklungen helfen.
 

Häufig treten Mischformen auf, bei denen es kaum möglich ist, eine eindeutige Gewichtung vorzunehmen. Es lässt sich nur schwer entscheiden, welche Gegenstandsbereiche beziehungsweise welche Bildgattungen im Vordergrund stehen. Ein Beispiel erläutert das Problem: Bei einem Bild „Frau am Klavier“ kann die Frau als Individuum im Vordergrund stehen (Porträt), das Alltägliche, Praktische, Private beim Klavierspiel (Genre) oder das Verhältnis Innen und Außen (Interieur).

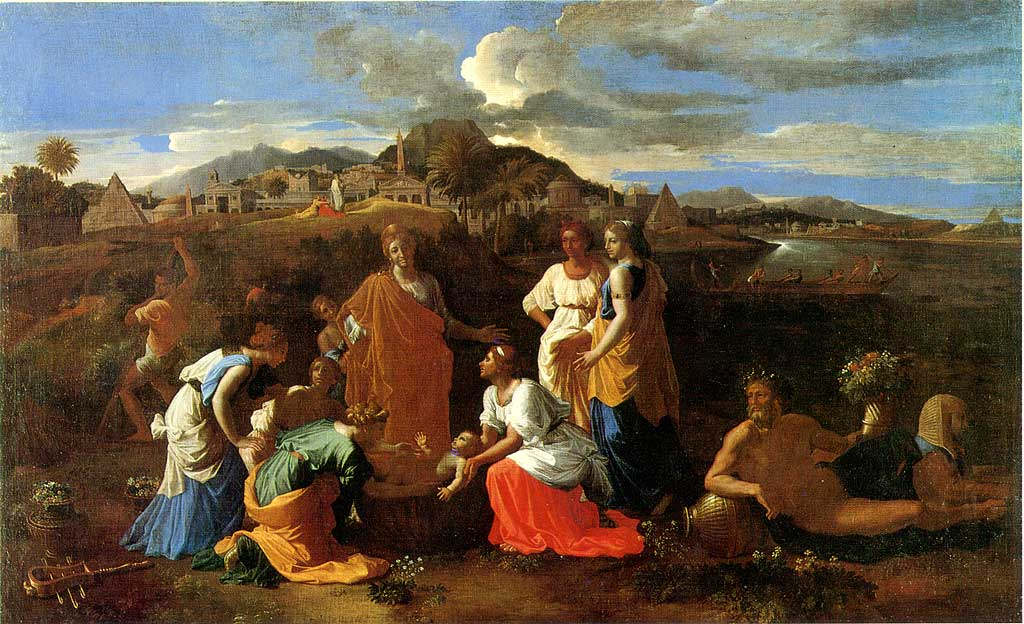
Mischform: Historie und Religiöses Bild. Nicolas Poussin: Moses wird aus dem Wasser gerettet, 1647
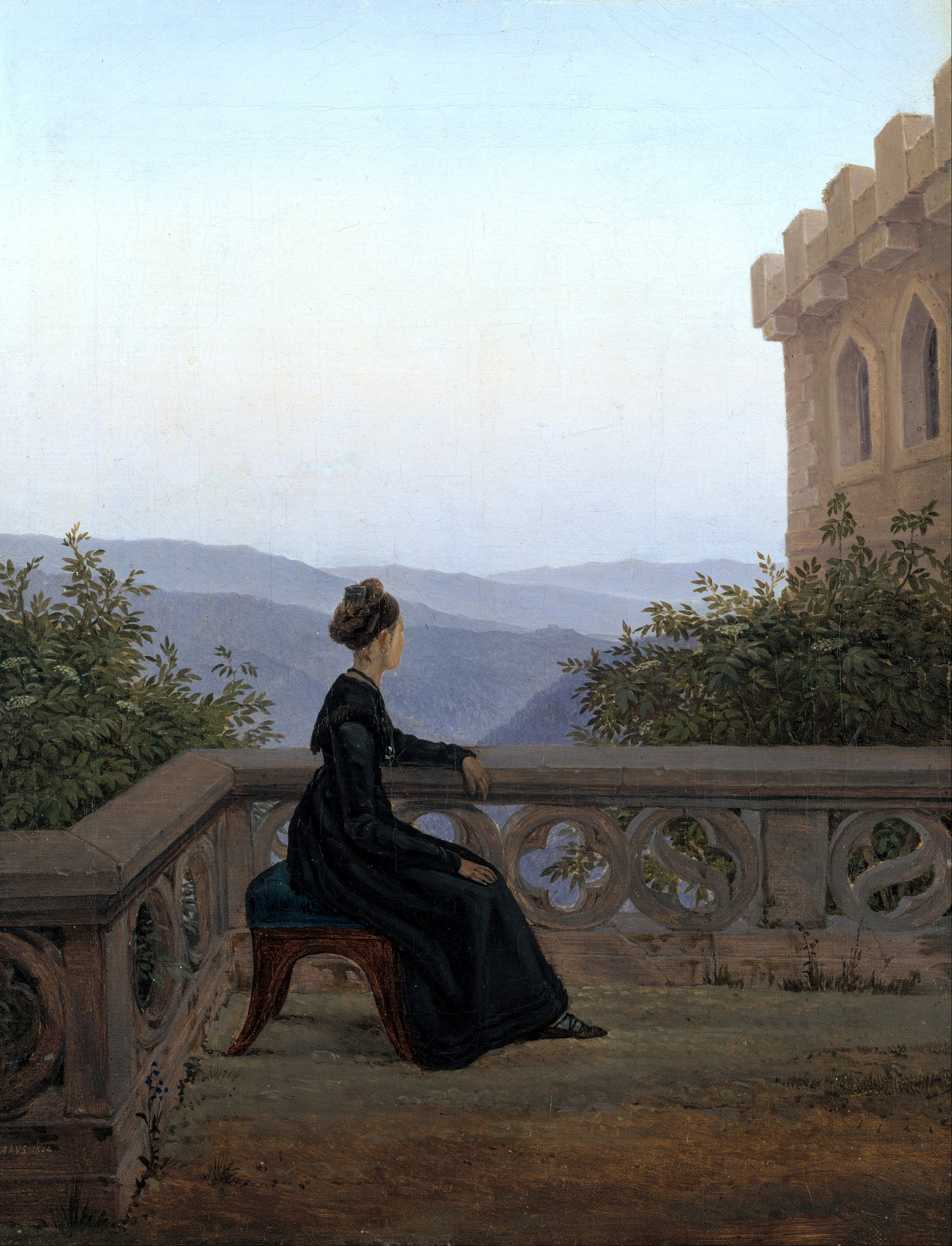
Mischform: Porträt, Architektur und Landschaft. Carl Gustav Carus: Frau auf dem Söller, 1824.
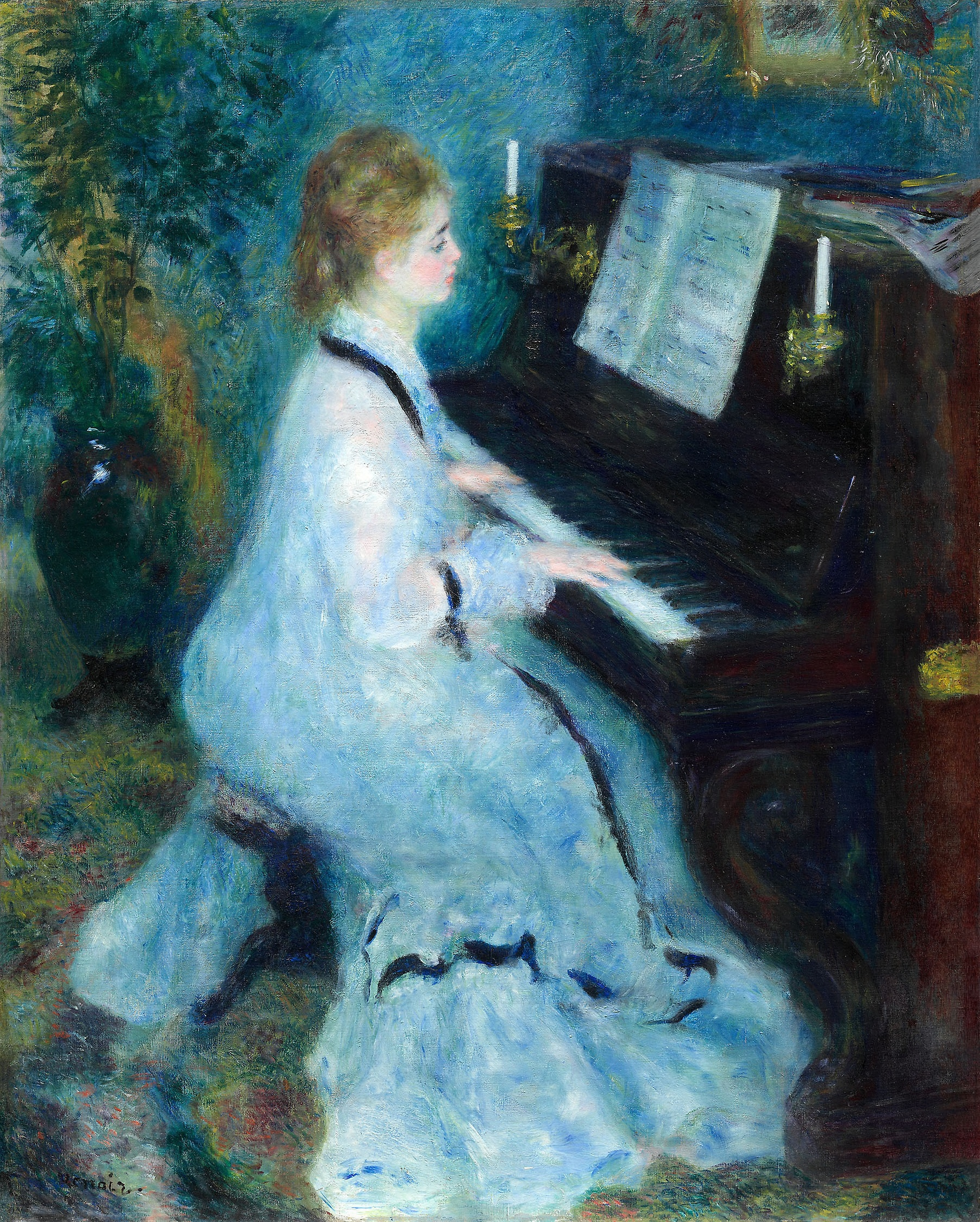
Porträt, Genre oder Interieur. Pierre-Auguste Renoir: Frau am Klavier, 1937.
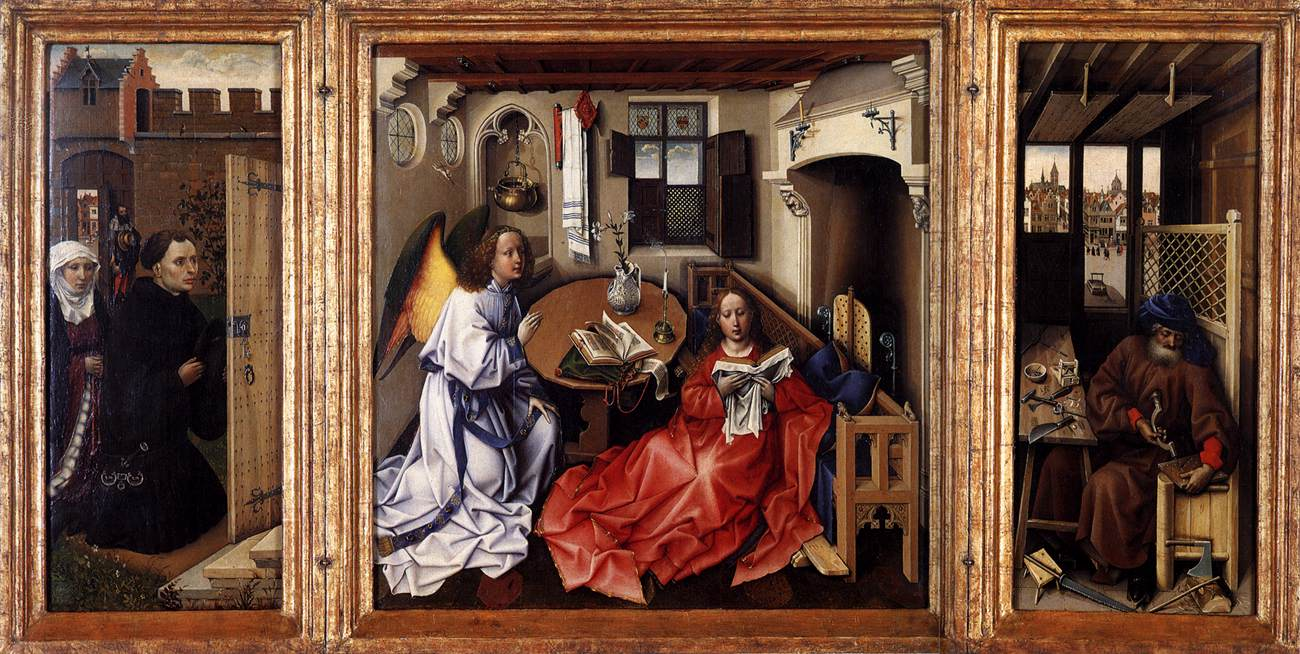
Mittelalter: In dem religiösen Bild sind Architektur, Genre, Interieur, Porträt und Stillleben als latente Bildgattungen vorhanden. Robert Campin: Mérode-Triptychon, etwa 1427 bis 1432.

## Geschichte
Bereits in der Antike genossen die Darstellungen von Landschaften und Obstkörben große Wertschätzung. In der Romanik entstand das Religiöse Bild als autonomes Tafelbild. Dieses bildete den Ausgangspunkt zur Ausdifferenzierung der Gattungen, da in ihm alle Bildthemen schon latent vorhanden waren. Allerdings unterschied man im Mittelalter und auch noch in der Renaissance lediglich zwischen religiöser und profaner Bildgattung. Im Barock entstanden autonome Bildnisse in nennenswerter Zahl vor allem mit Bildthemen im profanen Bereich: Landschaft, Stillleben und Genre. Gleichzeitig begann man, einzelne Bildgattungen zu benennen: Andachtsbild, Architektur, Blumenmalerei, Genre, Gruppenbild, Historie, Interieur, Stillleben, Tierbild und Vedute. Im 17. Jahrhundert entstand eine wertende Hierarchie. Eine Hierarchie der Genres oder Gattungen der Malerei (Genrehierarchie) wurde im Jahr 1667 vom französischen Architekten und Historiographen André Félibien aufgestellt. Diese berücksichtigte den Schwierigkeitsgrad der Ausführung und blieb in Frankreich bis zum Ende des Ancien Régimes eine wichtige Komponente in der Ausbildung und Bewertung der Studenten der Académie royale des beaux-arts. Nach Félibien waren die Genres vom „nobelsten“ bis zum „einfachsten“ geordnet:
- Genre der allegorischen Malerei (Allegorie)
- Genre der Historienmalerei, unter welche die Schlachtenmalerei fällt
- Genre der Porträtmalerei (Porträt; Akt; Tronje)
- Genremalerei (Sittenbilder, Alltagsszenen)
- Genre der Tiermalerei
- Genre der Stilllebenmalerei (Stillleben)
- Genre der Marinemalerei (Marine, Seestück)
- Genre der Landschaftsmalerei

Allerdings gab es über lange Zeit heftige Diskussionen um diese Hierarchie. Seit der Romantik verlor sie zunehmend an Bedeutung. Im 19. Jahrhundert setzte sich die Auffassung durch, dass die entscheidende Rolle dem Wie und weniger dem Was zukommt, so dass sich die Gattungshierarchie praktisch auflöste. Schließlich werden die Bezeichnungen im 20. Jahrhundert nur noch im unterscheidenden Sinne gebraucht.